# Hans-Rudolf Fitze (Maler)
Hans-Rudolf Fitze (* 23. April 1956 in Aarau) ist ein Schweizer Maler, Kupferstecher und Linolschneider.

## Leben und Werk
Hans-Rudolf Fitze absolvierte von 1972 bis 1976 das Lehrerseminar Wettingen. 1978 besuchte er den Vorkurs an der Allgemeine Gewerbeschule Basel und liess sich anschliessend zum Zeichenlehrer ausbilden. Hans-Rudolf Fitze erhielt u. a. 1986 und 1990 ein eidgenössisches Kunststipendium sowie 2008 und 2013 vom Kunstkredit Basel-Stadt eine Auszeichnung. Seine Werke stellte er in zahlreichen Einzel- und Gruppenausstellungen aus.
Für das Jahr 2000 entwarf Hans-Rudolf Fitze für die Serie Volksbräuche die Sondermünze zu Fr. 5.– in Bimetall.

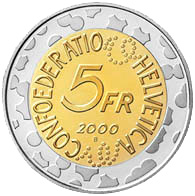
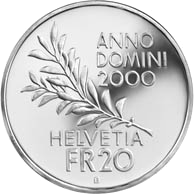